# Siphona confusa
Siphona confusa är en tvåvingeart som beskrevs av Louis-Paul Mesnil 1961. Siphona confusa ingår i släktet Siphona och familjen parasitflugor. Arten är reproducerande i Sverige. Inga underarter finns listade i Catalogue of Life.